# Округлення
Округлення — математична операція, яка полягає в заміні числа α наближеним числом α1 із меншою кількістю значущих цифр. Число α1 вибирають так, щоб похибка округлення була якомога меншою.
У різних галузях застосовують різні методи округлення. У всіх цих методах «зайві» знаки обнуляють (відкидають), а попередній їм знак коригується за одним із методів округлення.
Знак «приблизно дорівнює» (≈) часом вживається для позначення округлення числа. Наприклад, таким чином: 9,80665 ≈ 10.

## Методи
- 0,5 округлюється до 1.
- Округлення до найближчого цілого (англ. rounding) — найчастіше вживаний метод округлення, за якого число округлюється до цілого, модуль різниці з яким у цього числа мінімальний. У загальному випадку, коли число в десятковій системі округляють до N-го знаку, правило може бути сформульовано так:
  - якщо знак числа N + 1 менше 5, тоді N-й знак зберігають, а N + 1 та всі наступні обнуляють;
  - якщо N + 1 знак ≥ 5, тоді N-й знак збільшують на одиницю, а N + 1 та всі наступні обнуляють;

Наприклад: 11,9 → 12; −0,9 → −1; −1,1 → −1; 2,5 → 3.

- Округлення до меншого за модулем (округлення до нуля, цілого англ. fix, truncate, integer) — найпростіше округлення, оскільки після обнулення «зайвих» знаків, знак, що передує зберігають. Наприклад, 11,9 → 11; −0,9 → 0; −1,1 → −1).

- Округлення до найближчого парного (банківське, статистичне, данське, Гаусове округлення) — якщо при округленні відкидається єдина значуща цифра 5, то останню цифру округленого значення роблять парною. Наприклад:
  - +23,5 при округленні до цілих дасть +24, так само як і +24,5;
  - −23,5 при округленні до цілих дасть −24, так само як і −24,5;
  - 1,325 при округленні до сотих дасть 1,32, так само як і 1,315.

Відповідно до стандарту IEEE 754, цей спосіб є основним для комп'ютерних обчислень.